# Fokustheorie
Unter Fokustheorie versteht man ein voluntaristisches Revolutionskonzept, das auf Schriften des kubanischen (bzw. argentinischen) Revolutionärs Che Guevara beruht. Von einem Fokus aus, dem Kern einer Gruppe entschlossener Revolutionäre, sollte die Revolution in die ländliche Bevölkerung hineingetragen werden. 
Die Fokustheorie gilt auch als eine der theoretischen Grundlagen der linksextremen bewaffneten Gruppierungen der 1970er und 1980er Jahre in Europa, etwa die deutsche Rote Armee Fraktion (RAF).

## Grundlagen
Die Fokustheorie leitet aus den Erfahrungen der kubanischen Revolution zwei wesentliche Erkenntnisse ab:
1. Eine Revolution im sozialistischen Sinne kann auch ohne breite Unterstützung durch die Arbeiterklasse Erfolg haben. Nicht in jedem Fall müssen dabei alle Vorbedingungen, wie sie von klassischen sozialistischen Revolutionstheoretikern als Voraussetzung für einen erfolgreichen Umsturz definiert worden sind, erfüllt sein.
2. Von zentraler Bedeutung insbesondere für Revolutionen in der Dritten Welt ist eine entschlossene Gruppe von Kämpfern (foco), die sich auf wenige strategische Ziele konzentriert, gezielt den Kontakt zur Bevölkerung sucht und durch punktuelle Aktionen den Staat direkt angreift.

Die Fokustheorie reiht sich damit ein in die sozialistische Theorie des Voluntarismus, die den Willen und die Entschlossenheit des Revolutionärs über das Vorhandensein objektiver Voraussetzungen für eine Revolution stellt.

## Praktische Umsetzung
Die Fokustheorie ist zentraler theoretischer Bezugspunkt für revolutionäre Gruppen auf der ganzen Welt. Insbesondere für Terrorgruppen in Westeuropa (RAF in Deutschland, Action Directe in Frankreich und Rote Brigaden in Italien) bildete sie die theoretische Absicherung für revolutionären Terrorismus auch bei offensichtlich fehlenden objektiven Voraussetzungen für eine Revolution und ohne Unterstützung breiter Teile der klassischen revolutionären Arbeiterklasse.

## Kritik
Die Kritik an der Fokustheorie setzt an zwei zentralen Punkten an: Zum einen wird ihr vorgeworfen, das militärische Handeln Einzelner in den Mittelpunkt zu stellen und somit die politisch-aufklärerische Arbeit breiter Bevölkerungsschichten zu vernachlässigen. Der Wille des Revolutionärs zur Tat wird aus Sicht der Kritiker überbetont, während die sozialistische Gesellschaftsanalyse vernachlässigt wird.
Der zweite Kritikpunkt richtet sich gegen die unkritische Übernahme einer speziell aus den Erfahrungen der kubanischen Revolution und aus den Guerillakämpfen in Südamerika und Asien abgeleiteten Theorie auf die hochindustrialisierten Gesellschaften Westeuropas.